# Xã Hastings, Quận Bottineau, Bắc Dakota
Xã Hastings (tiếng Anh: Hastings Township) là một xã thuộc quận Bottineau, tiểu bang Bắc Dakota, Hoa Kỳ. Năm 2010, dân số của xã này là 47 người.